# Sinagoga de Dura Europo

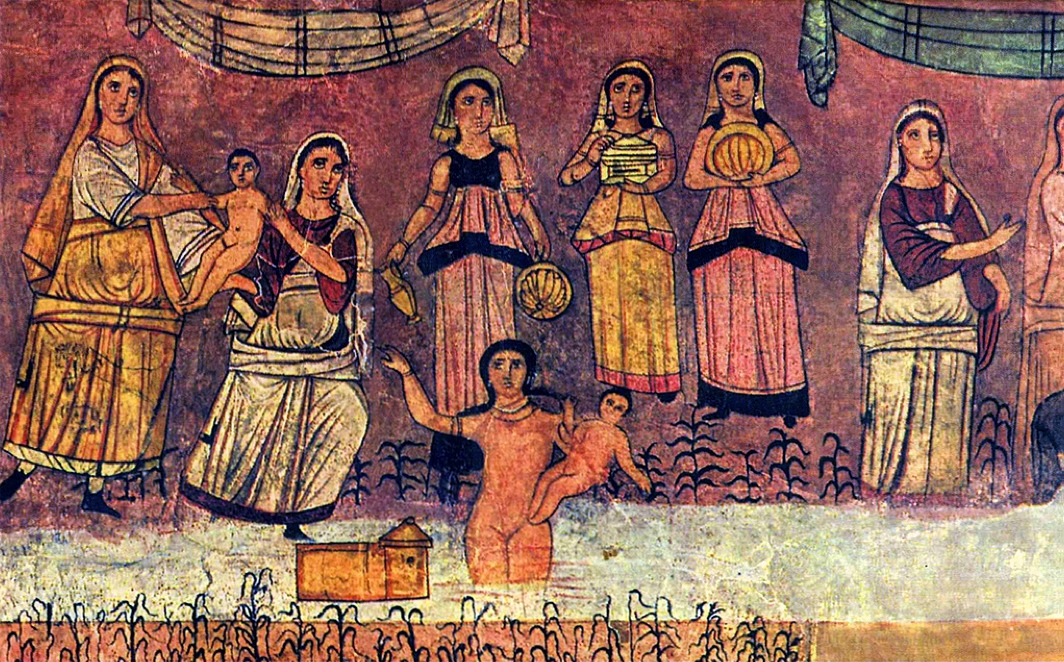
Um dos frescos da sinagoga de Dura Europo: Moisés, bébé, é retirado do rio pela filha de um faraó

A sinagoga de Dura Europo é um edifício de culto judaico localizado na cidade helenística e romana Dura Europo, na província Síria (no extremo sudeste da Síria atual, a 24 quilômetros de Mari). É um dos mais importantes monumentos para o estudo da arte judaica da antiguidade.
Sucessor de um primeiro edifício que data da segunda metade do século II, a sinagoga foi reconstruída por volta de 244-245 e dotada de um conjunto de frescos figurativos únicos (até à data) numa sinagoga antiga. A parcial destruição voluntária do edifício durante os trabalhos de fortificação da cidade, prevendo um ataque sassânida em 256, teve como resultado a preservação de grande parte da decoração pintada. A destruição da cidade que se seguiu ao fim do cerco, e a deportação da população pelos persas, colocaram um fim na ocupação do local, o que explicaria o seu excepcional estado de conservação até às primeiras escavações arqueológicas. Estas intervieram sob o mandato francês na Síria, entre 1921 e 1933, e permitiram a retirada total dos vestígios da sinagoga. Os frescos foram depositados no Museu nacional de Damasco, constituindo uma das suas principais peças.

## Comunidade Judaica de Dura Europos
A presença de uma comunidade judaica em Dura Europos precedeu em muito a construção da sinagoga. As cidades da Mesopotâmia tinham comunidades judaicas florescentes, cujos membros eram descendentes tanto dos exilados da época de Nabucodonosor II quanto dos refugiados das Guerras Judaico-Romanas sob Vespasiano e Adriano. A diáspora judaica tinha um representante oficial nos impérios Parta e depois Sassânida, o exilarca, necessariamente de descendência davídica. As cidades de Sura e Nehardea abrigavam academias talmúdicas cuja fama podia até mesmo superar a da Palestina, graças à influência de Abba Arika (Rav) e do Rabino Chila. Dura Europos, uma importante cidade caravana no Eufrates, muito provavelmente tinha uma comunidade judaica desde os séculos II ou I d.C. No entanto, não há vestígios arqueológicos de uma organização religiosa antes da instalação da sinagoga.

## Arquitectura da sinagoga
A sinagoga é um edifício pertencente ao bloco L7 de Dura Europos: a cidade foi organizada de acordo com um plano Hipodâmico de blocos rectangulares regulares de 35-70 m desde o seu desenvolvimento pelos Selêucidas, que os arqueólogos numeraram arbitrariamente para referência mais conveniente. Esse quarteirão L7 está localizado na primeira fila norte-sul e na segunda fila este-oeste ao norte do Decumanus Maximus: é, portanto, delimitado a oeste pela rua ao longo da muralha, entre as torres 19 e 20, e nos outros lados respectivamente pelas ruas A a leste, 2 ao sul e 4 ao norte.

Originalmente, era um bloco residencial composto por até dez unidades separadas (designadas pelas letras A a I no mapa abaixo), uma das quais foi dedicada às necessidades da comunidade judaica e transformada num edifício de culto. Esta localização na periferia da cidade, bem como a modéstia do primeiro edifício, são frequentemente usadas como argumento para enfatizar o pequeno tamanho da comunidade. Com as expansões e reconstruções necessárias devido ao seu desenvolvimento, a sinagoga acabou por se tornar o núcleo central e o edifício mais importante de um pequeno bairro judeu. O último estado do edifício, com os seus famosos frescos, é, portanto, a segunda fase da segunda sinagoga a ocupar o local.

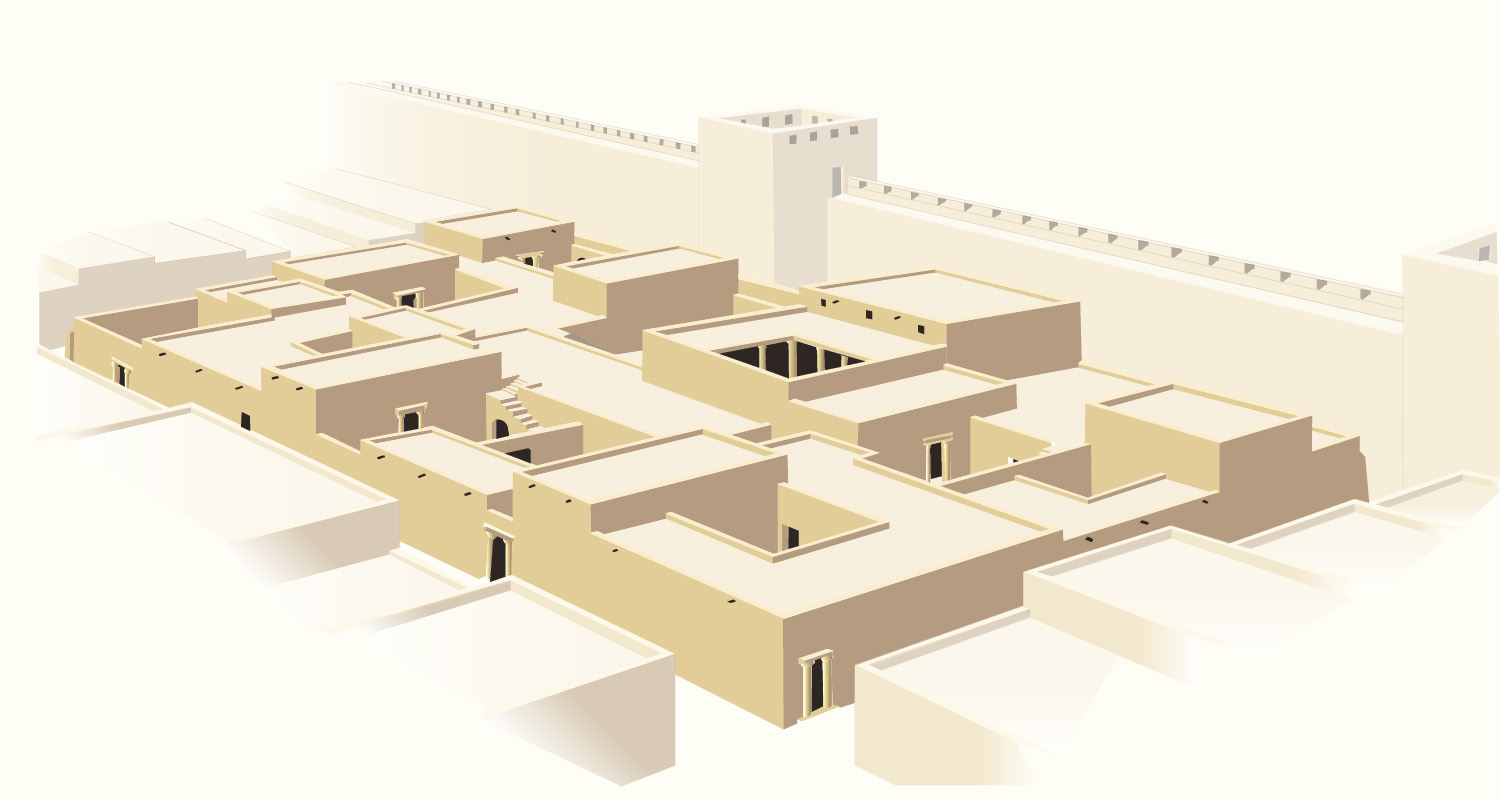
Reconstrução isométrica do quarteirão L7 em Dura-Europos.
Plano do quarteirão L7 em Dura-Europos, com a sinagoga (em vermelho) e seus anexos (em rosa). Segundo o plano de NC Andrews (1941) retomado em Hachlili, 1998, p. 41.
Plano restaurado da primeira sinagoga. 1. Pátio central 2. Sala de assembleia da comunidade 3. Corredor 4. Sala de recepção 5. Sala de recepção 6. Sala residencial
7. Sala auxiliar à sala de assembleia
Plano baseado em notas de Henry Pearson (cerca de 1936) mencionadas em Hopkins, 1979.

## Arca da Torá
A decoração da Arca da Torá consiste em dois elementos. O primeiro inclui, "o degrau superior do bloco de nicho, as colunas da fachada e o intradorso do arco." O segundo envolve cenas religiosas importantes, objetos e imagens de culto judaico.
O interior do nicho é composto por três partes: a concha tinha uma cor azul-clara que desbotou completamente após a escavação. A superfície externa da concha é de uma rica cor verde. As colunas e o fundo do nicho são pintados para parecerem mármore. O fundo do nicho é composto por cinco painéis retangulares que são enquadrados no topo e na base por faixas rosa, e há faixas verticais vermelhas para separá-los entre si. Dos cinco painéis, o primeiro e o quinto formam um par e o segundo e o quarto formam outro par: todos são desenhados da mesma forma. Para o primeiro e o quinto painel, os artistas usaram linhas diagonais pretas para dividir desenhos de padrões triangulares. Triângulos opostos na parte superior e inferior do painel têm listras vermelhas e são inscritos com peltae. Triângulos opostos nas laterais dos painéis são decorados com formas concêntricas irregulares delineadas em castanho, com um ponto verde no meio de cada um. Nos painéis segundo e quarto, a moldura externa é decorada com faixas vermelhas e rosa, e pontos vermelhos alternados e traços contra o fundo branco, com designs de contas e carretéis nos cantos. Nos cantos das tiras, há traços de três pétalas. Dentro da moldura, há linhas onduladas verdes e verde-escuras de diferentes espessuras desenhadas dos cantos superiores esquerdo e direito do painel em direção ao meio. O painel central do nicho consiste num losango preto veinado com um círculo amarelo no meio. O losango é enquadrado com o mesmo design de contas e carretéis que cercava os painéis segundo e quarto. Os quatro triângulos que estão ao lado do losango são decorados em cores castanhas.
A decoração figurativa acima do nicho na face frontal do arco é particularmente significativa. Os espelhos formaram um retângulo de 1,47 m de largura e 1,06 m de altura, enquadrado por uma borda rosa de 0,04 m-0,05 m de largura. No lado esquerdo da face frontal está uma representação de uma menorá, e no lado direito estava uma representação do Sacrifício de Isaac. Representado na posição central estava um edifício com colunas e uma porta em arco.

## Pinturas murais
As pinturas cobrem as paredes da principal "Sala de Assembleia", usando três níveis de imagens sobre um dado friso de símbolos na maioria dos lugares, atingindo uma altura de cerca de 7 metros. Estilisticamente, são versões provinciais do estilo e técnica contemporâneos Graeco-Romano; vários artistas diferentes parecem ter trabalhado nelas. Tecnicamente, não são fresco (pintura fundida em gesso molhado), mas tempera sobre gesso. Partes anteriores do edifício têm pintura decorativa sem figuras. Algumas das pinturas têm figuras cujos olhos foram riscados, especialmente aquelas em trajes persas.

### Iconografia
Os estudiosos não conseguem concordar sobre os temas de algumas cenas, devido a danos ou à falta de exemplos comparativos.
As cenas representadas são retiradas da Bíblia Hebraica e incluem muitas cenas narrativas, e algumas figuras individuais "retratos"—58 cenas no total, provavelmente representando cerca de 60% do número original. Incluem o Sacrifício de Isaac e outras histórias do Génesis, Moisés a receber as Tábuas da Lei, Moisés a liderar os Hebreus para fora do Egito, Moisés na sarça ardente, as visões de Ezequiel, uma figura de Enoque ou possivelmente Abraão, o milagre da água no deserto, o retorno da Arca do templo de Dagom, Esdras com os rolos e muitos outros. O motivo da Mão de Deus é usado para representar intervenção ou aprovação divina em várias pinturas.
Houve debates académicos questionando a influência das pinturas murais na iconografia judaica e/ou cristã posterior, devido à relevância de tais representações iniciais da narrativa bíblica.
[[File
Wall Scenes Labeled.png|thumb|Esquema das pinturas da parede ocidental, dividindo a parede em secções discretas designadas pela cena bíblica ou figura que cada pintura retrata]]
As representações de Moisés e do Livro do Êxodo ocupam espaços significativos nas pinturas na parede ocidental da sinagoga - das 12 pinturas identificadas no esquema de Hopkins, 3 centram-se na narrativa da vida de Moisés, com um total de 7 representações de Moisés na parede ocidental. Algumas pinturas contêm múltiplas representações de Moisés dentro de uma cena distinta.
A pintura de Moisés a liderar os Israelitas para fora do Egipto apresenta múltiplas figuras de Moisés, semelhante à pintura rotulada WC4. Entre as pernas do primeiro Moisés está uma inscrição em Aramaico que diz: "Moisés, quando saiu do Egipto e fendeu o mar." Esta inscrição identifica firmemente os murais como representando a história de Moisés a liderar os Israelitas na Travessia do Mar Vermelho do Livro do Êxodo. Primeiro (à direita), Moisés é visto a erguer um bastão semelhante a um clava e virado para a esquerda, liderando um exército de Israelitas atrás de si. Em segundo lugar, Moisés é visto a baixar o seu bastão sobre o Mar Vermelho, fazendo com que as suas águas partidas se fechem e engulam o exército egípcio perseguidor. Aqui ele está virado para a direita da pintura. E, finalmente, Moisés é visto a olhar para a esquerda para os Israelitas que escaparam em segurança, segurando o seu bastão ao lado, apontando para baixo.
[[File
.51.jpg|thumb|Relevo a representar Hércules, Templo de Zeus]]
As pinturas da sinagoga a retratar Moisés e os Israelitas contêm influências da cultura militar romana contemporânea. Moisés é retratado como o líder dos Israelitas, que são mostrados não como civis ou escravos, mas como uma força militar armada. Neste contexto, a postura poderosa de Moisés e o seu tamanho comparativamente grande apresentam-no como o líder militar dos Israelitas. O seu longo bastão semelhante a uma clava e o seu rosto barbudo foram comparados a um relevo de Hércules do templo de Zeus, datado do século II, construído durante a ocupação romana da cidade em 114 d.C.
A massa de Israelitas posicionados à sua esquerda carrega escudos e lanças. Os seus escudos são sobrepostos uns sobre os outros para formar uma barreira física, semelhante às formações de muralha de escudos romanas da falange e da testudo. Atrás dos soldados israelitas estão figuras que representam os doze Anciãos de Israel, cada um segurando um poste com um estandarte quadrado ou bandeira, semelhante ao vexillum romano, os estandartes militares do exército romano.
Abaixo da pintura de Moisés e os Israelitas está uma pintura de um templo, retratado explicitamente como um templo de estilo romano contemporâneo. O frontão do templo é baixo e é decorado com um design de rinceau, frequentemente e originalmente encontrado em edifícios romanos. O templo também apresenta colunas coríntias, características tanto da arquitetura helenística anterior quanto da arquitetura romana contemporânea. Em cada extremidade de cada um dos dois frontões do templo estão acrotérios na forma de figuras aladas de vitória ou Nike. Tanto o ornamento arquitetónico dos acrotérios quanto o símbolo Nike são característicos da arte helenística e da arquitetura romana contemporânea.